# Katsampás (Samothrace)
Katsampás (grec moderne : Κατσαμπάς) est une localité située dans le dème de Samothrace, dans le district régional d'Évros, dans la périphérie de Macédoine-Orientale-et-Thrace, en Grèce.
Selon le recensement de 2021, la localité compte 25 habitants.